# Arvette
 (février 2017).
Valfroide
L'Arvette ou Valfroide, est une rivière française du département de la Savoie de la région Auvergne-Rhône-Alpes, en ancienne région Rhône-Alpes et un affluent droit de l'Arvan, c'est-à-dire un sous-affluent du fleuve le Rhône par l'Arc et l'Isère.

## Géographie
De 10,8 kilomètres de longueur, l'Arvette prend sa source sur la commune de Saint-Jean-d'Arves à 2 720 mètres d'altitude, sous le glacier de Gros-Jean, dans les Aiguilles d'Arves, et sous le col de gros-Jean.
L'Arvette coule globalement du sud-est vers le nord.
L'Arvette conflue, en rive droite de l'Arvan, sur la commune de Saint-Jean-d'Arves, près du lieu-dit Entraigues, à 1 260 mètres d'altitude.
Les cours d'eau voisins sont, dans le sens des aiguilles d'une montre, l'Arc à l'est, le Maurian au sud-est, la Romanche au sud et au sud-ouest, l'Eau d'Olle à l'ouest et l'Arvan au nord-ouest, au nord et au nord-est.

### Communes et cantons traversés
Dans le seul département de la Savoie, l'Arvette traverse la seule commune  de Saint-Jean-d'Arves, dans le canton de Saint-Jean-de-Maurienne, dans l'arrondissement de Saint-Jean-de-Maurienne.

### Bassin versant
L'Arvette traverse une seule zone hydrographique « L'Arvan » (W105) pour une superficie de 223 km2. Ce bassin versant est composé à 88,13 % de « forêts et milieux semi-naturels », à 10,16 % de « territoires agricoles », à 1,63 % de « territoires artificialisés ».

## Affluents
L'Arvette a huit tronçons affluents référencés :
- le Rieu Blanc (rd) 2,5 km, sur la seule commune de Saint-Jean-d'Arves.
- le torrent de la Saussaz (rg), 2,6 km, sur la seule commune de Saint-Jean-d'Arves.
- le torrent des Travers (rg), 4,4 km, sur la seule commune de Saint-Jean-d'Arves.
- le ruisseau du Pré des Bruns (rg), 3,1 km, sur la seule commune de Saint-Jean-d'Arves.
- le ruisseau du Valney (rg), 2,7 km, sur la seule commune de Saint-Jean-d'Arves.
- le ruisseau des Aiguilles ou ruisseau des Aiguilles d'en Haut (rd), 4,6 km, sur la seule commune de Saint-Jean-d'Arves avec un affluent :
  - le ruisseau des Aiguilles d'en Bas (rd), 1,8 km, sur la seule commune de Saint-Jean-d'Arves.
- le ravin de Rochasson (rd), 1,8 km, sur la seule commune de Saint-Jean-d'Arves.
- le ruisseau du Vallon (rg), 3,7 km, sur la seule commune de Saint-Jean-d'Arves avec deux affluents :
  - le ruisseau du Py (rd), 2,2 km, sur la seule commune de Saint-Jean-d'Arves.
  - le ruisseau de Coïrnavan (rd), 2,2 km, sur la seule commune de Saint-Jean-d'Arves.

Le rang de Strahler est donc de trois.